# 维甲酸综合征
维甲酸综合症（英語：retinoic acid syndrome,RAS）是“全反式维甲酸（all-trans-retinoicacid,ATRA）综合症”的简称，是使用维甲酸治疗急性早幼粒细胞白血病(Acute promyelocytic leukemia,APL）时发生的最严重并发症，多见于单用全反式维甲酸诱导治疗的过程中。

## 发生率及死亡率
维甲酸综合症的发生率为3%～30%，死亡率为5%～29%。在ATRA诱导治疗的第1～3天早期进行化疗，其发生率为6%～15%，死亡率为6%。初诊时白细胞计数较高及治疗后白细胞迅速上升的患者易发生。

## 临床表现
该病临床表现有发热、体重增加、肌肉骨骼疼痛、呼吸窘迫、肺间质浸润、心包积液、胸腔积液、皮肤水肿、低血压、急性肾功能衰竭等，严重者可导致死亡。全反式维甲酸引起的的其他不良反应还包括头痛、颅内压增高、肝肾功能损害、皮肤口唇干燥、阴囊皮炎溃疡等。

## 发病机制
维甲酸综合症的发病机制尚未充分阐明，可能与细胞因子（IL-1、IL-6、TNFα）的大量释放和粘附因子（CD116、CDw65、VLA-4、CD11a/CD54）的表达增加有关。

## 治疗
须暂时停用全反式维甲酸，吸氧、利尿，每日2次静脉注射地塞米松10mg，以及白细胞单采清除和化疗等。
在治疗早幼粒细胞白血病合并出血的患者时，除服用维甲酸外，还需输注新鲜冰冻血浆和血小板。维甲酸与其他方法的联合治疗不仅可以提高完全缓解率（CR）和无病生存期（DRS），也可降低维甲酸综合症的发病率和死亡率。

## 另見
- 不良反應